# آزاتادین
آزاتادین (انگلیسی: Azatadine) نوعی داروی آنتی‌کولینرژیک و آنتی‌هیستامین نسل اول است که امروزه دیگر تجویز نمی‌شود.